# Ginés Ganga
Ginés Ganga Tremiño (Elche, 1900 - México, 1944) fue un dirigente socialista español, exiliado en México tras el fin de la guerra civil española.
Ginés Ganga pertenecía a una familia de políticos conservadores; era nieto de Ginés Ganga y Galvis e hijo de Alberto Ganga Bru. Se doctoró en Filosofía y Letras en la Universidad de Madrid, en 1918 se afilió a las Juventudes Socialistas de España y más tarde al PSOE. Colaboró en diversos diarios ilicitanos y trabajó como profesor de Lengua Española en las Universidades de Toulouse (1923), París (1927) y Praga (1929-1932).
Al proclamarse la Segunda República se implicó todavía más en la vida política. A pesar de ser catedrático de Filosofía en el Instituto de Segovia, fue candidato a las elecciones generales de 1933 por la provincia de Alicante, pero no fue elegido. Seguidor de Francisco Largo Caballero, participó en la huelga general del 5 de octubre de 1934 y fue detenido y procesado. Liberado, fue elegido diputado del PSOE en las listas del Frente Popular por Alicante en las elecciones de febrero de 1936.
Al poco tiempo de estallar la Guerra Civil fue detenido en Madrid por milicianos de la FAI, organización en aquellos tiempos muy poderosa y que actuaba casi con total impunidad, ya que lo habían confundido con un fraile por su larga barba; fue trasladado a la Checa de Bellas Artes y finalmente liberado gracias al testimonio de un significado compañero socialista. Compaginó desde junio de 1938 su labor como profesor en un instituto de Elche con el nombramiento de comandante de Intendencia y Comisario Político de la Escuela Naval de Cartagena. Al finalizar el conflicto pudo llegar a Casablanca, donde permaneció internado en varios campos de concentración hasta 1942, cuando pudo emigrar a México gracias a la Junta de Auxilio a los Republicanos Españoles. Colaboró con la Casa de Valencia de México y murió de un ataque al corazón unos años después.

## Obras
- Ociosidades (1926)